# Giacomo IV Crispo
Giacomo IV Crispo fue el último duque de la Casa de Crispo que gobernó el ducado de Naxos (estado latino de la Cuarta Cruzada instalado en las islas Cícladas en Grecia). Sucedió a su padre Giovanni IV en 1564. Reinó hasta 1566, cuando fue depuesto por el sultán otomano Selim II, su soberano. Fue reemplazado por José Nasi.
Se dirigió a Venecia a la que cedió los derechos sobre su ducado. Luego comenzó a servir a la República en la guerra turco-veneciana (1570-1573). Murió en 1576 en Venecia.